# 卓世彥
卓世彥（1548年—？），字邦美，號東華，河南開封府祥符縣軍籍直隸淮安府邳州睢寧縣人，明朝政治人物。

## 生平
萬曆元年（1573年）癸酉科河南鄉試第三十一名舉人，二年（1574年）中式甲戌科會試第一百九十五名，三甲第一百一十七名進士。三年任山西安邑县知县。

## 家族
曾祖卓鍷，王府典使；祖父卓淳，王府典使；父卓伯隆。母王氏。具慶下。